# Jesper Christiansen (maler)
 Der er flere personer med dette navn, se Jesper Christiansen.
Jesper Christian Christiansen (født 5. juni 1955) er en dansk maler og grafiker. 
Jesper Christiansen er fra 2003 professor ved Det Kongelige Danske Kunstakademi. 
Han var formand for Statens Kunstfonds Bestyrelse, Udvalg for Kunst i det Offentlige Rum og Det Billedkunstneriske Indkøbs- og legatudvalg i 2005-2007.
Christiansen skabte i 2010  et stort vægmaleri i kronprinseparrets palæ på Amalienborg Slot i form af et verdenskort med tankevækkende noter.
Christiansen blev tildelt KulturBornholms kunstpris 2010.
Jesper Christiansen har modtaget livsvarig kunstnerydelse siden 2009. 
Han er gift med Anna Grue.

## Hædersbevisninger
- 1999: Eckersberg Medaillen
- 2009: Livsvarig kunstnerydelse
- 2010: Ridderkorset af Dannebrogordenen

## Eksterne links
- Statens Kunstfonds begrundelse for indstilling til livsvarig ydelse (2009) (Webside ikke længere tilgængelig)
- Curriculum Vitae
- Interview med Jesper Christiansen (Webside ikke længere tilgængelig) fra marts 2009 på kopenhagen.dk
- Jesper Christiansen på Kunstindeks Danmark/Weilbachs Kunstnerleksikon